# Tugu Selatan (Cisarua)
Tugu Selatan is een bestuurslaag in het regentschap Bogor van de provincie West-Java, Indonesië. Tugu Selatan telt 17.097 inwoners (volkstelling 2010).